# Врнячка-Баня (шаховий турнір)
Врнячка-Баня — міжнародний шаховий турнір, що проводиться з 1967 року (здебільшого в квітні-травні) шаховою спілкою Сербії і дирекцією бальнеологічного курорту (знаходиться на півдні Сербії). 
По 1991 відбулося 19 змагань.

## З українських шахістів призерами були
1971 - Л. Штейн (1);
1976 - Е. Гуфельд (4-5),
1978 - О.Михальчишин (1-2),
1991 - В. Маланюк (3).

## Переможці змагань
1967 -(зональний турнір ФІДЕ) - Б. Івков;
1971 - Р. Ваганян;
1972 (зональний турнір ФІДЕ) - Й. Рукавина;
1973 - Д. Велимирович;
1974 - Д. Сакс;
1975 - А. Гіпсліс, П. Стоїч, Л.Вадак;
1976 - Раїчевич, Райкович;
1977 - О. Родрігес;
1978 - О. Михальчишин, Ю. Ніколац;
1979 - С. Джурич;
1981 - Янса;
1982 - П. Великов, В. Цєшковський;
1983 -Н. Д. Фірміан, Мар'нович, С. Франко, Б. Абрамович;
1984 - Шахович, Ш. Ніколич;
1985 - Матулович, П. Лукич;
1986 - Матулович;
1987 - Є. Бареєв, С. Семков;
1988 Б. Абрамович;
1991 - 1-2. О. Гузман, В. Топалов (виконали норму міжнар. гросмайстра).

## Кубок європейських чемпіонок( 1969 - 1973)
1969. Грудень.
1. Гаприндашвілі - 9,5 очок з 11;
2. Лазаревич - 9;
3. А. ван дер Мійє - 8;
4. М. Тедореску - 6,5;
5. М. Іванка - 6.
1970.
1. Александрія - 11,5 очок з 14;
2-3. Лазаревич, Ван дер Мійє - по 11;
4. Верьовці - 10,5;
5. Я. Майлс - 8,5.
1971.
1-3. Верьоці, Іванка, Е. Поліхроніаде- по 7,5 очок з 11 (за дод. показниками переможницею визнано Верьовці);
4-7. Ш. Вокржалова, Гаприндашвілі, А. Георгієва, Х. Конаровська-Соколова - по 7.
1972.
1. Гаприндашвілі - 9 очок з 11;
2-4. Александрія, Верьовці, Іванка - по 8;
5. Поліхроніаде - 6,5.
1973.
1. А. Кушнір - 10 очок з 12;
2 - 3. Верьовці, М. Ранніку - по 9;
4-5. Г. Баумштарк, Вокржалова - по 8,5.